# 이미노산
이미노산(영어: imino acid)은 >C=NH인 이미노기와 카복시기를 가진 유기산이다. 과거에는 아미노산의 일종인 프롤린(proline)은 실제로는 아미노기 대신 이차 아미노기를 포함한 2차 아민인데 과거에는 이차 아미노기를 이미노기에 포함시켜 이차 아미노산인 프롤린을 이미노산으로 불렀다.